# جان ویلسون (شیمیدان صنعتی)
جان ویلسون (انگلیسی: John Wilson؛ ۶ سپتامبر ۱۸۹۰ – ۸ سپتامبر ۱۹۷۶) یک شیمی‌دان اهل بریتانیا بود. 